# 中川志郎
中川 志郎（なかがわ しろう、1930年11月24日 - 2012年7月16日）は、日本の獣医師、動物園飼育員、文筆家。
茨城県真壁郡関城町（現・筑西市）出身。宇都宮農林専門学校（現・宇都宮大学農学部）獣医畜産科を卒業。獣医師として恩賜上野動物園に奉職。飼育課長としてジャイアントパンダやコアラの導入、飼育、繁殖に務める。
1984年多摩動物公園長、1987年上野動物園長、1994年ミュージアムパーク茨城県自然博物館館長を歴任した。東京動物園協会理事長。多数のエッセイ、創作、翻訳がある。

## 著書
- 『われら動物家族 上野動物園飼育課長ノート』芸術生活社、1972年
- 『カンカンとランランの日記 パンダ飼育この一年の記録』芸術生活社、1973年
  - 『パンダ日記 カンカンとランランの記録』新潮文庫
  - 『パンダがはじめてやってきた! カンカンとランランの記録』中公文庫
- 『動物たちの恋文』エルム、1974年
- 『続・われら動物家族 上野動物園飼育課長のノート』芸術生活社、1974年
- 『動物園学ことはじめ』玉川大学出版部、1975年
- 『珍獣図鑑 地球に残された貴重な仲間たち』池田書店、1976年　のち新潮文庫
- 『動物たちの恋文 パンダ博士の動物記』エルム、1976年
- 『動物園の季節』築地書館、1977年
- 『親である条件 動物からのメッセージ』主婦の友社 Tomo選書、1978年
- 『動物子育て物語 親と子のきずな』佼成出版社、1978年
- 『愛の動物家族 感動的エピソードでつづる素顔の動物たち』講談社、1980年
- 『動物交友記』朝日新聞社、1980年
- 『子育ての原点を考える 動物の飼育から』青娥書房、1981年
- 『多摩動物公園』郷学舎 東京公園文庫、1981年
- 『ヒト科ヒト属の診断書』佼成出版社、1981年
- 『動物ごよみ』新潮文庫、1982年
- 『動物たちの愛の詩』月刊ペン社、1983年
  - 『動物愛情学』朝日文庫
- 『動物銘々伝 愛しきわれらが仲間たち』国際情報社、1984年
- 『親子学 サルはなぜ子どもを抱くか?』海田書房、1986年
- 『黄色い天使』フレーベル館 いま、子どもたちは、1986年
- 『動物考 彼らは何を語りかけているのか』未来社、1987年
- 『動物 日本の自然を伝えることわざ』創拓社《ことばの民俗学》、1988年
- 『動物たちの最近事情』読売新聞社、1989年
- 『動物たちの昭和史 1 (戦争の影をひきずったスターたち)』太陽企画出版、1989年
- 『動物たちの昭和史 2 (夢と希望を与え続けたアイドルたち)』太陽企画出版、1992年
- 『中川志郎の子育て論 動物にみる子育てのヒント』エイデル研究所、1990年
- 『なぜ動物は子供をなめるのか 親と子の絆を探る』主婦の友社、1990年
- 『地球はまあるい動物園 ヒトは動物から何を学ぶか』総合ライフ出版、1991年
- 『わが愛しき動物たち』日本放送出版協会、1991年
- 『もどれインディラ!』（金沢佑光・絵）佼成出版社《いちご文学館》、1992年
- 『動物たちがいなくなる』小松修絵 金の星社 みんなで考える地球環境シリーズ 1994
- 『パンダと話そうネコと遊ぼう』データハウス、1994年
- 『ブタの鼻ぢから』同文書院、1995年
- 『動物から教わったこと』アスペクト、1996年
- 『動物と私の交響曲 魅せられて六〇年』東京新聞出版局、1996年
- 『どうぶつ博士中川志郎のほのぼの「どうぶつ苑」』同文書院、1997年
- 『動物は子どもをこんなに可愛がる』講談社+α文庫、1997年
- 『スージーの贈りもの 共に生きる地球の仲間たち』海竜社、1999年
- 『パンダ先生のかわいい仲間たち』内山晟写真 福音社 三育図書教育シリーズ、2003年
- 『動物の食からみる現在の食生活へのヒント』芽ばえ社 食べもの文化別冊、2004年
- 『パンダは舐めて子を育てる』ワック、2008年
- 『生き物はすべてつながっている 地球に生きる仲間たち』ザ・ブック、2013年

### 共編著
- 『動物園親代り日記』増井光子共著 サンケイ新聞出版局 ヒット・ブックス、1964年
- 『小鳥 洋鳥・和鳥の正しい飼い方』松本喬史共著 鶴書房、1966年
- 『ペットの診療室 病気・手当・美容』増井光子共著 北隆館、1968年
- 『ペットの捕り方飼い方馴し方』編 池田書店、1971年
- 『動植物歳時記』矢島稔、柳沢紀夫、杉浦宏、丸山尚敏、芦川孝三郎共著 旺文社、1976年
- 『新動植物歳時記』矢島稔、柳沢紀夫、杉浦宏、丸山尚敏、沢地信康共著 旺文社、1977年
- 『素晴らしき動物たち 思いやりのある子を育てるために』（中川李枝子・対談） フレーベル館、1985年

### 翻訳
- G.M.スタム『愛犬家のための獣医学入門』蒼洋社、1968年
- ブルース・ブッチェンホルツ『動物園のお医者さん』どうぶつ社、1977年
- ジェームズ・ヘリオット『わが動物讃歌 ヨークシャー谷に生きる獣医の記録』監訳 徳間書店 1978年
  - 『ヘリオット先生の動物家族』ちくま文庫
- インマ・ドロス, ハリー・ギーレン文 マイケル・ジュップ絵『ないない谷の物語』舟崎克彦共訳 ブック・ローン出版、1982年 - 83年
- ケネス・J.ポラコウスキー『動物園のデザイン論 展示計画の可能性』監訳 東京動物園協会、1996年
- Fowler, Miller『野生動物の医学』監訳 成島悦雄・宮下実・村田浩一編 文永堂出版、2007年

## テレビ
- 動物の国（東京12チャンネル）- 4代目動物おじさん